# Gryon gryonis
Gryon gryonis är en stekelart som beskrevs av G. Mineo 1990. Gryon gryonis ingår i släktet Gryon och familjen Scelionidae. Inga underarter finns listade i Catalogue of Life.